# Caser
Caser es una compañía española de seguros y servicios que desarrolla sus operaciones en el mercado y la sociedad desde 1942. Su denominación social es Caja de Seguros Reunidos, Compañía de Seguros y Reaseguros, S.A., y se encuentra registrada en la Dirección General de Seguros española con la clave C0031. Desde 2020 forma parte del grupo suizo Helvetia.

## Productos y servicios
Caser ofrece pólizas en todos los ramos (salud, hogar, decesos, coche y moto, empresas, agrarios, vida). Sus productos se comercializan a través de diversas redes y también de su página web. Cuenta con 12.000 puntos de venta en entidades financieras, 2300 mediadores profesionales, 125 oficinas de agentes, 41 oficinas propias, 12 oficinas de salud y 33 clínicas dentales.
En 2020 obtuvo unos ingresos de 1.828 millones de euros y un beneficio neto de 45,1 millones de euros.Caser gestiona más de 7.605 millones de euros en activos, de los cuales el 84,7% corresponden a activos financieros mientras que el resto lo constituyen activos patrimoniales. El Grupo Caser, al que pertenece la aseguradora, emplea a 5.136 personas. De ellas, 1.674 trabajan en el negocio asegurador.
Otras actividades de diversificación que desarrolla el grupo son asistencia sanitaria en hospitales (con seis centros hospitalarios en España) que conforman el grupo Parque Hospitales, y el grupo Caser Residencial con veinte residencias, cuatro centros de día y asistencia domicilio para personas mayores.
Otras compañías del grupo desarrollan servicios de asistencia y financieros. Acierta Asistencia ofrece servicio de mantenimiento y reparaciones de edificios, hogares y comunidades, así como servicios a las personas, brindando asesoría jurídica, servicio de asistencia y ayuda a domicilio y servicio doméstico. Caser Asesores Financieros es una red de agentes financieros que ofrecen un servicio personalizado y adaptado para realizar inversiones basadas en la rentabilidad, la flexibilidad y la transparencia.

## Historia
Sus orígenes datan de 1942, cuando la Mutualidad de Accidentes del Trabajo, Incendio y Ganados, creada por la Asociación de Agricultores de España, se transformó en Sociedad Anónima. Con un capital inicial de 3.000.000 de pesetas su primera sede social estuvo en el número 15 de la calle Los Madrazos de Madrid. En 1960 las Cajas de Ahorros entran en su accionariado y durante los siguientes años, Caser desarrolló una notable actividad en el campo de la financiación de viviendas de carácter benéfico-social, en sintonía con la orientación social sus principales accionistas.
En 1992, Caser reunió la actividad aseguradora de las pequeñas y medianas Cajas de Ahorros, y la participación de  Ahorro Corporación, la entidad financiera de las Cajas, en su capital. Durante la década de 1990, la empresa inició su fase de expansión y diversificación entrando a participar en distintas empresas relacionadas con el mundo del seguro y los fondos de pensiones. En 2000, las mutuas francesas MAAF y MMA entraron en el accionariado, integrando los negocios de sus filiales en España.
Con sede social en Madrid, Caser cuenta con oficinas en la mayoría de capitales de provincia españolas, aunque tradicionalmente ha basado su distribución comercial en la venta de seguros a través de las oficinas de las entidades financieras accionistas o con las que cuenta con acuerdos de distribución. En 2015 la compañía puso en marcha un plan estratégico con el objetivo de consolidar un modelo de negocio que, establecido sobre la atención al cliente, posicionara al grupo como referente en rentabilidad y eficacia y adaptándolo a un nuevo escenario financiero y tecnológico marcado por la transformación digital. Desde el año 2003 se desarrollan otras redes y canales de distribución: a través de agentes y corredores, o mediante acuerdos con otras empresas (grandes cuentas). En los últimos años se ha posicionado como compañía innovadora con productos como coche por coche, inquilinamente o remoto.  
En 2017, y coincidiendo con el 75 aniversario, Caser renovó su imagen corporativa con un nuevo logotipo. 
Desde abril de 2018 Caser ha hecho alianza con sus pólizas de seguros con empresas como WiZink, Yoigo, Pullmantur, Redpiso o Coverfy. En enero de 2020 el grupo suizo de seguros Helvetia compró el 70% de Caser por 780 millones de euros. En 2020 Moody´s, la agencia de calificación de riesgos,  mejoró el rating de solidez financiera (IFSR) de Caser desde 'Baa2' hasta 'Baa1' y cambió su perspectiva a “positiva” debido a la adquisición del 70% de Caser por Helvetia.

## Fundación
La Fundación Caser se instituyó el 23 de marzo de 2009 bajo el nombre Fundación Caser para la Dependencia. Su objetivo inicial fue impulsar el desarrollo de la Ley de Dependencia en España y se inscribió en el Registro de Fundaciones del Ministerio de Sanidad, Servicios Sociales e Igualdad con el número 28-1562 el 29 de mayo del mismo año. En 2014 la Fundación evolucionó y amplió su foco y sus iniciativas en torno al desarrollo de acciones de promoción de la salud y el bienestar social de la población. 
En 2019 la Fundación Prójimo Próximo recibió el premio Excelencia por el proyecto "Innovación tecnológica y digital al servicio de la inclusión social para la discapacidad"; MJN Neuroserveis en I+D por  "MJN-SERAS, o cómo predecir una crisis de epilepsia", y Castilla-La Mancha Media TV por el programa de televisión "Héroes Anónimos".
La web cuenta con  una base de datos de normativa de la dependencia, un buscador de centros, recursos y servicios de discapacidad y por aglutinar información de interés y trabajos divulgativos en torno a la atención y los cuidados de la dependencia y la discapacidad, y la promoción de la autonomía personal.
La Fundación Caser es miembro de la Asociación Española de Fundaciones.
Con motivo de la COVID-19, la Fundación Caser puso en marcha un servicio de acompañamiento telefónico y psicológico orientado a los colectivos especialmente afectados por la pandemia: los ancianos mayores de 70 años que viven solos, los familiares de fallecidos por el coronavirus y los profesionales que se enfrentaban a situaciones de estrés debido a la pandemia. Además de los voluntarios, asistentes sociales y psicólogos, la tenista Garbiñe Muguruza también se implicó en las conversaciones y asistencia a los ancianos.

## Premios Dependencia y Sociedad
Desde 2009 concede los  Premios Dependencia y Sociedad para alentar y reconocer la labor de personas y entidades que trabajan para la integración y mejora de la calidad de vida de las personas dependientes, para el apoyo a sus familias; y para contribuir a la difusión, divulgación y sensibilización de la sociedad con la Dependencia. Los premios cuentan con tres categorías: Excelencia, I +D y Comunicación.
Desde 2021 los Premios Dependencia y Sociedad  cuentan con otras tres categorías: Transformación Social, I+D+i y Emprendimiento.
| Año  | Categoría             | Galardonados | Trabajo |
| ---- | --------------------- | --- | --- |
| 2019 | Excelencia            | Fundación Prójimo Próximo | "Innovación tecnológica y digital al servicio de la inclusión social para la discapacidad"                                |
| 2019 | I+D                   | MJN Neuroserveis | "MJN-SERAS, o cómo predecir una crisis de epilepsia"                                                                      |
| 2019 | Comunicación          | Castilla-La Mancha Media TV | Programa "Héroes Anónimos"                                                                                                |
| 2020 | Excelencia            | Fundación ALPE Acondroplasia | "ALPE: 20 años de crecimiento"                                                                                            |
| 2020 | I+D                   | Fundación María Wolf | “Estudio de validación criterios CHROME. Eliminación de sujeciones químicas y prescripción de calidad de psicofármacos”   |
| 2020 | Comunicación          | Fundación Grandes Amigos | “Campaña de sensibilización familias hinchables”.                                                                         |
| 2021 | Transformación social | Asociación Española de ayuda a niños con trasplante multivisceral y afectados de fallo intestinal y nutrición parenteral (NUPA) | “Programa de rehabilitación alimentaria para niños con fallo intestinal, nutrición parenteral y trasplante multivisceral” |
| 2021 | I+D+i                 | Asociación Autofabricantes | "SuperGiz" |
| 2021 | Emprendimiento        | NaviLens - Nuevos Sistemas Tecnólogicos SL                                                                                      | "Empoderando a las personas con discapacidad visual.- a través de códigos QR”                                             |